# Lonnie Pitchford
Lonnie Pitchford (* 8. Oktober 1955 in Lexington, Mississippi; † 8. November 1998 ebenda) war ein US-amerikanischer Bluesmusiker und Instrumentenbauer. Er war einer der wenigen Musiker, welche die Tradition des frühen Delta und Country Blues in den 1970ern, 1980ern und 1990ern fortführten. Neben der akustischen und der elektrischen Gitarre spielte er den Diddley Bow, ein Instrument afrikanischen Ursprungs, im Prinzip eine Gitarre mit einer Saite, sowie Bass, Klavier und Mundharmonika.
Von Eugene Powell, der mit den Mississippi Sheiks aufgetreten war, und Robert Lockwood junior lernte Pitchford den Delta Blues inklusive einiger Techniken, die auf Robert Johnson zurückgehen. Pitchford trat häufiger mit Lockwood ebenso wie mit Johnny Shines auf. 1994 erschien Pitchfords einziges Soloalbum All Round Man; er ist aber auch auf mehreren Kompilationen vertreten. Er trat bei Festivals auf, verdiente seinen Lebensunterhalt jedoch als Zimmermann. Anfang der 1990er tourte er in Australien, Europa und den Staaten.
Im November 1998 starb Lonnie Pitchford zu Hause in Lexington an AIDS; er war 43 Jahre alt. Er wurde auf dem New Port Baptist Church Cemetery in Holmes County beigesetzt, in der Nähe des Grabes von Elmore James. Auf seinem Grabstein ist ein Diddley Bow abgebildet.

## Film
Lonnie Pitchford ist in zwei Dokumentarfilmen zu sehen:
- The Land Where the Blues Began (1979)[1]
- Deep Blues: A Musical Pilgrimage to the Crossroads (1991)[1]